# Puchar Polski w piłce nożnej (1962/1963)
Puchar Polski w piłce nożnej mężczyzn w sezonie 1962/1963 – 9. edycja rozgrywek, mających na celu wyłonienie zdobywcy Pucharu Polski, który uzyska tym samym prawo gry w Pucharze Zdobywców Pucharów w sezonie 1963/64. Zwycięzcą rozgrywek zostało Zagłębie Sosnowiec, dla którego był to drugi Puchar Polski w historii klubu. 
Mecz finałowy odbył się 1 maja 1963 na Stadionie Śląskim w Chorzowie. 

## I runda
| Drużyna 1                   | Wynik                 | Drużyna 2                    |
| --------------------------- | --------------------- | ---------------------------- |
| Andaluzja Brzozowice        | 2:5                   | Dąb Katowice                 |
| Arka Nowa Sól               | 1:5                   | Start Łódź                   |
| Warta Gorzów Wielkopolski   | 1:3                   | Polonia Bydgoszcz            |
| Warszawianka                | 0:2                   | Olimpia Poznań               |
| Resovia                     | 0:1                   | Śląsk Wrocław                |
| Victoria Częstochowa        | 2:4 pd.               | Stal Stalowa Wola            |
| Grunwald Choszczno          | 0:1                   | Unia Racibórz                |
| Husar Nurzec                | 0:5                   | Legia II Warszawa            |
| Unia Wąbrzeźno              | 0:4                   | Pogoń II Szczecin            |
| Gedania Gdańsk              | 1:4                   | Pomorzanin Toruń             |
| Jurand Bemowo Piskie        | 1:5                   | Bałtyk Gdynia                |
| Lublinianka Lublin          | 2:5 pd.               | Zagłębie Wałbrzych           |
| Kadra Rembertów             | 0:2                   | Arka Gdynia                  |
| Włókniarz II Łódź           | 3:5                   | KSZO Ostrowiec Świętokrzyski |
| Bieżanowianka Bieżanów      | 0:7                   | GKS Katowice                 |
| Darzbór Szczecinek          | 3:5                   | Flota Gdynia                 |
| Oleśniczanka Oleśnica       | 2:1                   | Victoria Jaworzno            |
| Lechia Zielona Góra         | 0:3                   | Slavia Ruda Śląska           |
| Góral 1956 Żywiec           | 1:4                   | Urania Ruda Śląska           |
| Warta Zawiercie             | 3:4                   | Trenerzy WOZPN Warszawa      |
| Granica Kętrzyn             | 0:3                   | Polonia Gdańsk               |
| KS Sławięcice               | 4:3                   | Cracovia II                  |
| Budowlani Strzelce Opolskie | 0:3                   | Jowisz Gliwice               |
| Broń Radom                  | 2:5 pd.               | AKS Chorzów                  |
| MKS Myszków                 | 0:1 pd.               | Karpaty II Krosno            |
| Stal Kraśnik                | 2:0                   | Włókniarz Łódź               |
| Gwardia Koszalin            | 1:2                   | Zawisza Bydgoszcz            |
| Warta Poznań                | 3:2 pd.               | Mazur Ełk                    |
| BKS Stal Bielsko-Biała      | 1:1 pd. dod. mecz 1:5 | Piast Gliwice                |
| Warta Sieradz               | 3:1                   | Wawel Kraków                 |
| Sparta Zabrze               | 4:1                   | Raków Częstochowa            |
| Bocheński KS                | 1:13                  | Szombierki Bytom             |
| Czarni Bytom                | 1:3                   | Garbarnia Kraków             |
| Lechia Dzierżoniów          | 0:3                   | Cracovia                     |
| Otmęt Krapkowice            | 0:2                   | Karpaty Krosno               |
| Calisia Kalisz              | 3:5                   | Stal Mielec                  |

## II runda
| Drużyna 1                    | Wynik   | Drużyna 2               |
| ---------------------------- | ------- | ----------------------- |
| Pomorzanin Toruń             | 0:3     | Szombierki Bytom        |
| Bałtyk Gdynia                | 0:1     | Garbarnia Kraków        |
| Oleśniczanka Oleśnica        | 0:1     | Slavia Ruda Śląska      |
| Legia II Warszawa            | 0:5     | Dąb Katowice            |
| Pogoń II Szczecin            | 0:2     | Piast Gliwice           |
| Karpaty Krosno               | 1:2     | Zawisza Bydgoszcz       |
| Stal Stalowa Wola            | 5:0     | Unia Racibórz           |
| Jowisz Gliwice               | 1:0     | Stal Mielec             |
| Polonia Gdańsk               | 4:2     | KS Sławięcice           |
| Warta Poznań                 | 3:2     | Cracovia                |
| Polonia Bydgoszcz            | 4:2     | Flota Gdynia            |
| Stal Kraśnik                 | 3:1     | Śląsk Wrocław           |
| GKS Katowice                 | 3:1 pd. | Start Łódź              |
| Olimpia Poznań               | 0:2     | Warta Sieradz           |
| AKS Chorzów                  | 7:0     | Karpaty II Krosno       |
| Urania Ruda Śląska           | 5:1     | Trenerzy WOZPN Warszawa |
| KSZO Ostrowiec Świętokrzyski | 2:1     | Sparta Zabrze           |
| Zagłębie Wałbrzych           | 1:0     | Arka Gdynia             |

## 1/16 finału
Do rywalizacji dołączyły zespoły z I ligi.
| Drużyna 1          | Wynik                 | Drużyna 2                    |
| ------------------ | --------------------- | ---------------------------- |
| Szombierki Bytom   | 2:0                   | Wisła Kraków                 |
| AKS Chorzów        | 4:3                   | Gwardia Warszawa             |
| Piast Gliwice      | 4:1                   | Arkonia Szczecin             |
| Stal Stalowa Wola  | 1:6                   | Legia Warszawa               |
| Polonia Bydgoszcz  | 0:1                   | Pogoń Szczecin               |
| GKS Katowice       | 1:3                   | Lech Poznań                  |
| Zagłębie Wałbrzych | 6:0                   | KSZO Ostrowiec Świętokrzyski |
| Stal Kraśnik       | 1:0                   | Odra Opole                   |
| Slavia Ruda Śląska | 3:0                   | Lechia Gdańsk                |
| Zawisza Bydgoszcz  | 5:1                   | Warta Poznań                 |
| Jowisz Gliwice     | 0:2                   | Stal Rzeszów                 |
| Warta Sieradz      | 2:6                   | Polonia Bytom                |
| Urania Ruda Śląska | 0:2                   | Górnik Zabrze                |
| Dąb Katowice       | 0:4                   | Zagłębie Sosnowiec           |
| Garbarnia Kraków   | 2:2 pd. dod. mecz 0:1 | ŁKS Łódź                     |
| Polonia Gdańsk     | 2:3                   | Ruch Chorzów                 |

## 1/8 finału
| Drużyna 1          | Wynik             | Drużyna 2          |
| ------------------ | ----------------- | ------------------ |
| Ruch Chorzów       | 4:2               | Stal Rzeszów       |
| Legia Warszawa     | 0:2               | Zagłębie Sosnowiec |
| Polonia Bytom      | 4:3               | Stal Kraśnik       |
| AKS Chorzów        | 2:3               | Zawisza Bydgoszcz  |
| Slavia Ruda Śląska | 1:5               | Górnik Zabrze      |
| Lech Poznań        | 4:1               | Pogoń Szczecin     |
| ŁKS Łódź           | 1:2               | Zagłębie Wałbrzych |
| Piast Gliwice      | 0:0 dod. mecz 0:3 | Szombierki Bytom   |

## Ćwierćfinały
| Drużyna 1        | Wynik             | Drużyna 2          |
| ---------------- | ----------------- | ------------------ |
| Ruch Chorzów     | 2:0               | Zawisza Bydgoszcz  |
| Szombierki Bytom | 1:0               | Zagłębie Wałbrzych |
| Lech Poznań      | 2:4               | Górnik Zabrze      |
| Polonia Bytom    | 2:2 dod. mecz 1:2 | Zagłębie Sosnowiec |

## Półfinały
| Drużyna 1          | Wynik | Drużyna 2        |
| ------------------ | ----- | ---------------- |
| Zagłębie Sosnowiec | 2:1   | Szombierki Bytom |
| Górnik Zabrze      | 0:3   | Ruch Chorzów     |

## Finał
Spotkanie finałowe odbyło się 1 maja 1963 na Stadionie Śląskim w Chorzowie. Frekwencja na stadionie wyniosła 70 000 widzów. Mecz sędziował Stanisław Biernacik z Krakowa. Mecz zakończył się zwycięstwem Zagłębia Sosnowiec 2:0. Bramki dla Zagłębie zdobyli Reinhold Kosider w 14. minucie i Andrzej Gaik w 74. minucie. 
| 1 maja 1963 | Zagłębie Sosnowiec · Kosider 14' · Gaik 74' | 2:01:0Raport | Ruch Chorzów | Stadion Śląski, Chorzów Widzów: 70 000 Sędzia: Stanisław Biernacik (Kraków) |
|             |                                             |              |              |                                                                             |

| ZAGŁĘBIE SOSNOWIEC |  |                     |
|                    |  |                     |
| BR                 |  | Witold Szyguła      |
| OB                 |  | Franciszek Skiba    |
| OB                 |  | Roman Bazan         |
| OB                 |  | Włodzimierz Śpiewak |
| OB                 |  | Alojzy Fulczyk      |
| PO                 |  | Witold Majewski     |
| PO                 |  | Józef Gałeczka      |
| PO                 |  | Ryszard Krawiarz    |
| NA                 |  | Andrzej Gaik        |
| NA                 |  | Reinhold Kosider    |
| NA                 |  | Zbigniew Myga       |
| Trener:            |  |                     |
| Teodor Wieczorek   |  |                     |

| RUCH CHORZÓW  |  |                       |
|               |  |                       |
|               |  |                       |
| BR            |  | Henryk Pietrek        |
| OB            |  | Eugeniusz Pohl        |
| OB            |  | Mieczysław Siemierski |
| OB            |  | Alojzy Łysko          |
| OB            |  | Antoni Nieroba        |
| PO            |  | Zygmunt Pieda         |
| PO            |  | Kazimierz Polok       |
| PO            |  | Bernard Bem           |
| NA            |  | Eugeniusz Lerch       |
| NA            |  | Roman Kasprzyk        |
| NA            |  | Eugeniusz Faber       |
| Trener:       |  |                       |
| Sándor Tátrai |  |                       |

| Puchar Polski (1962/63)        |
| ------------------------------ |
| Zagłębie Sosnowiec Drugi Tytuł |